# Ecpetala camerunica
Ecpetala camerunica är en fjärilsart som beskrevs av Claude Herbulot 1988. Ecpetala camerunica ingår i släktet Ecpetala och familjen mätare. Inga underarter finns listade i Catalogue of Life.